# James Pringle
James Edward Pringle (20 de janeiro de 1949) é um astrofísico britânico.
Pringle é professor de astronomia teórica do Instituto de Astronomia da Universidade de Cambridge. Suas pesquisas são focadas em dinâmica dos fluidos e discos de acreção.
Em 2009 foi laureado com a Medalha Eddington.